# Romulus Stănescu
Romulus Stănescu, romunski general, * 1889, † 1958.